# Johannes Rode (Ratssekretär)

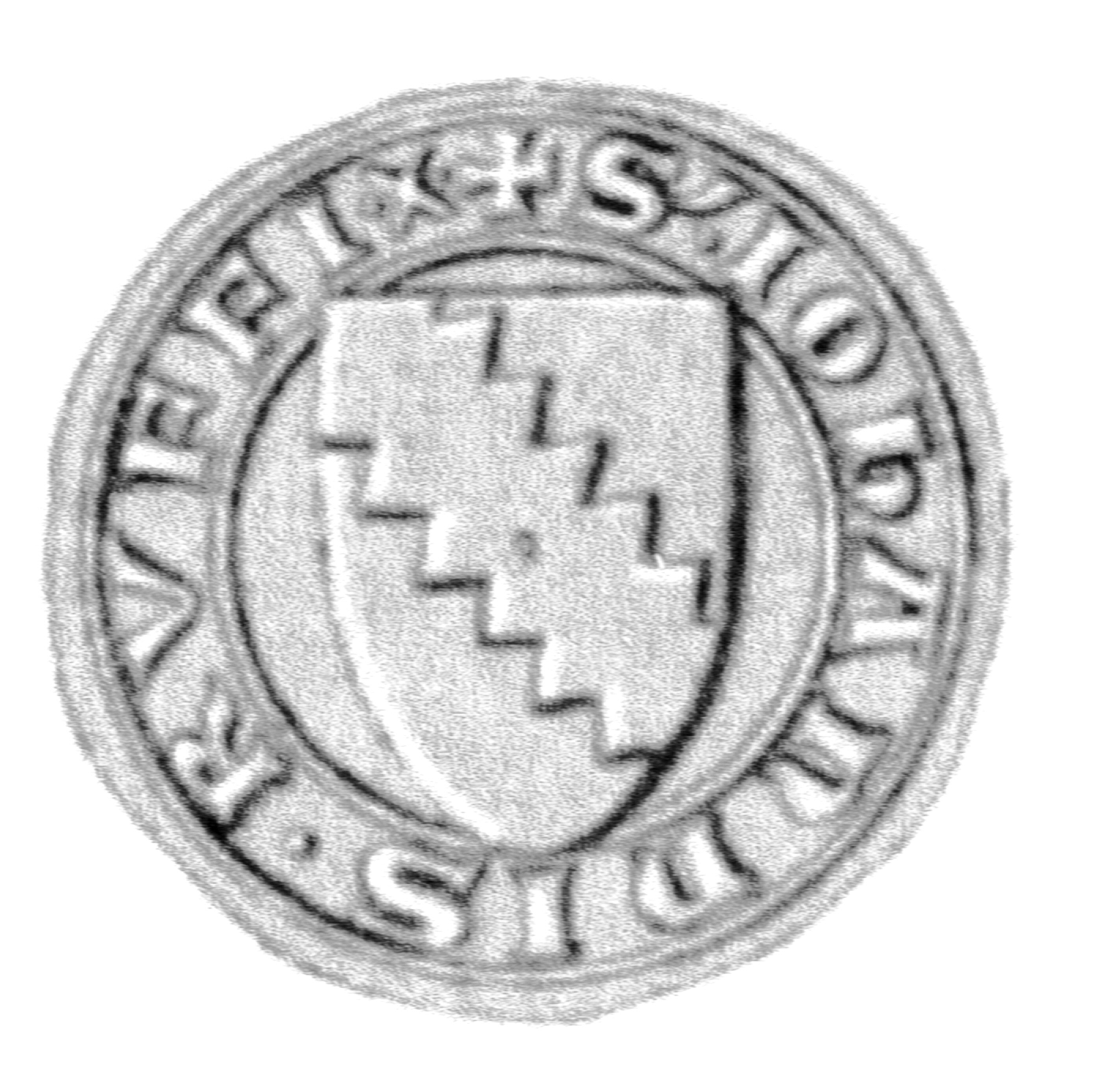
Siegel des Johannes Rode

Johannes Rode, auch latinisiert Johannes Ruffus (* ca. 1280; † 1349 in Lübeck) war ein deutscher Jurist, Ratssekretär (Stadtschreiber) der Hansestadt Lübeck und Chronist.

## Leben

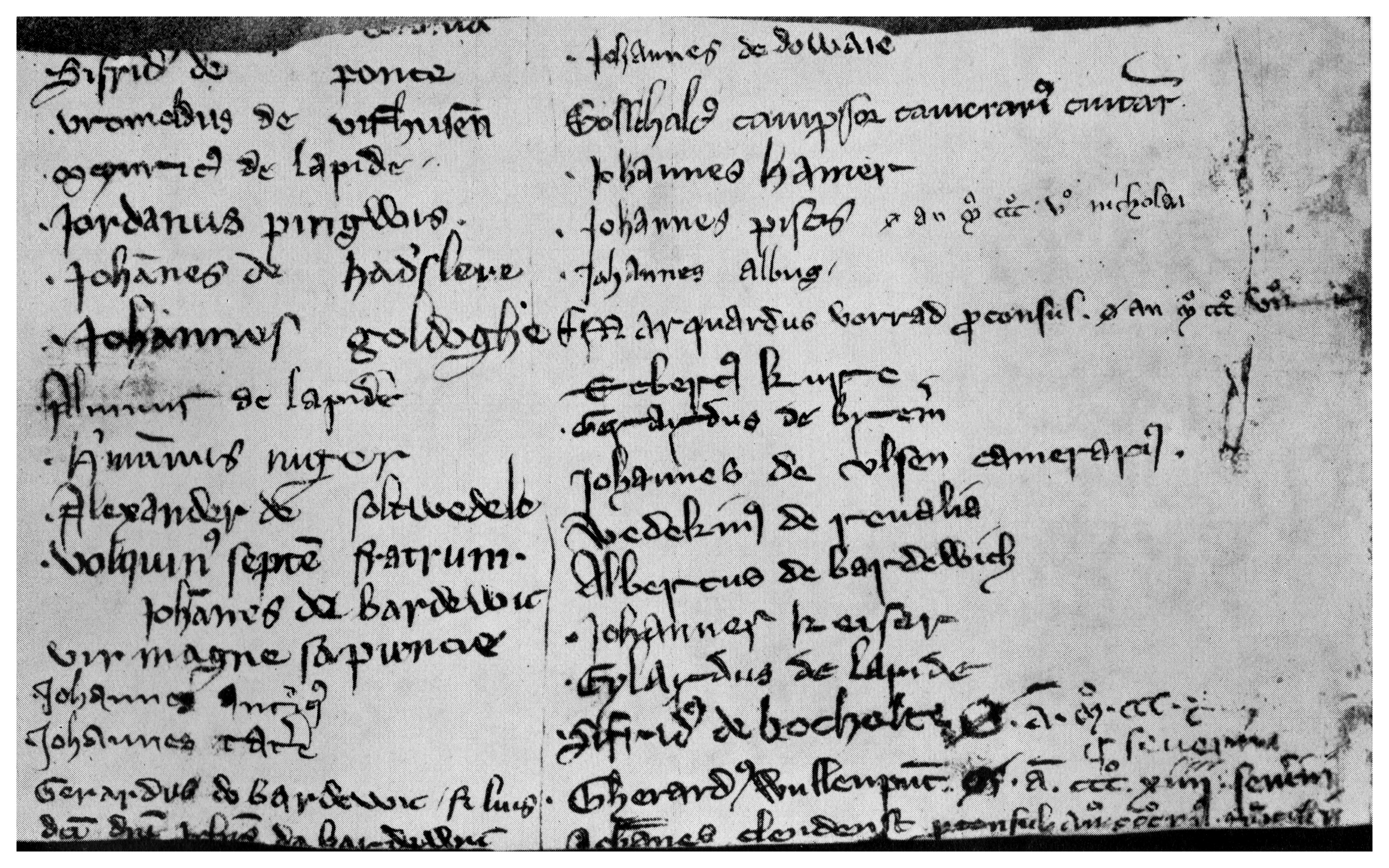
Fragment der ältesten Lübecker Ratslinie mit Eintragungen Rodes

Rode, der wohl aus einer Lübecker Bürgerfamilie stammte, studierte vermutlich um 1300 an der Universität Orléans und war anschließend als Procurator Lübecks am päpstlichen Hof in Avignon. Von 1307 bis 1349 war er als Stadtschreiber und Ratssekretär in Lübeck tätig.
Er gilt seit den Forschungen von Karl Koppmann als Verfasser der nur indirekt überlieferten Stadeschronik. Dazu verfasste er zunächst eine Geschichte Lübecks von den Anfängen der Stadt 1105 bis zum Stadtbrand 1276. Sie war der erste Versuch einer amtlichen städtischen Geschichtsschreibung. 1347 schrieb er dann eine weitere, bis in seine Gegenwart reichende Chronik, die wenig später noch bis 1349 fortgesetzt wurde. Spätere Fortsetzungen erfolgten durch den Lesemeister Detmar sowie durch die sogenannte Rufus-Chronik im 15. Jahrhundert.
Klaus Wriedt hat in jüngster Zeit die Zuschreibung der Stadeschronik an Rode bezweifelt. Nach seiner Überzeugung ist „die Chronik von 1347 weder von einem Stadtschreiber verfaßt noch mit der ‘Stadeschronik’ identisch, sondern steht in der Tradition der Bettelordenschronistik und ist wahrscheinlich im Lübecker Katharinenkloster entstanden.“

## Ausgaben
- Die Chroniken der niedersächsischen Städte, Lübeck, Bd. 1. (Chroniken deutscher Städte 19) 1884 (Nachdruck 1967), S. 7–114
- Die Chroniken der niedersächsischen Städte, Lübeck, Bd. 2. (Chroniken deutscher Städte 26) 1899 (Nachdruck 1967), S. 281–284 (Auszug)